# Sara Abitbol
Sara Abitbol (fr. Sarah Abitbol; Nant, 8. jun 1975) je francuska klizačica u umetničkom klizanju. Takmičila se u kategoriji sportskih parova sa partnerom Stefanom Bernadisom. Na svom poslednjem pojavljivanju pre povlačenja, 2003. godine na Svetskom prvenstvu, zauzeli su dvanesto mesto, dok su iste godine na Evropskom prvenstvu osvojili srebrnu medalju.

## Takmičarski rezultati
(sa Bernadis-om)
1993.
- Francuski šampionat – Srebrna medalja
- Evropsko prvenstvo - 14.
- Svetsko prvenstvo - 19.

1994.
- Francuski šampionat - Zlatna medalja
- Evropsko prvenstvo - 15.

1995.
- Francuski šampionat - Zlatna medalja
- Evropsko prvenstvo - 7.
- Svetsko prvenstvo - 9.

1996.
- Francuski šampionat - Zlatna medalja
- Evropsko prvenstvo - Bronzana medalja
- Svetsko prvenstvo - 11.

1997.
- Francuski šampionat - Zlatna medalja
- Evropsko prvenstvo - 4.
- Svetsko prvenstvo - 7.

1998.
- Francuski šampionat - Zlatna medalja
- Evropsko prvenstvo - Bronzana medalja
- Olimpijada - 6.
- Svetsko prvenstvo - 8.

1999.
- Francuski šampionat - Zlatna medalja
- Evropsko prvenstvo - Bronzana medalja
- Svetsko prvenstvo - 5.

2000.
- Francuski šampionat - Zlatna medalja
- Evropsko prvenstvo - Bronzana medalja
- Svetsko prvenstvo - Bronzana medalja

2001.
- Francuski šampionat - Zlatna medalja
- Evropsko prvenstvo – Bronzana medalja

2002.
- Francuski šampionat - Zlatna medalja
- Evropsko prvenstvo - Srebrna medalja

2003.
- Francuski šampionat – Zlatna medalja
- Evropsko prvenstvo - Srebrna medalja
- Svetsko prvenstvo - 12.